# Девельє
Девельє (фр. Develier) — громада  в Швейцарії в кантоні Юра, округ Делемон.

## Географія
Громада розташована на відстані близько 50 км на північ від Берна, 5 км на захід від Делемона.
Девельє має площу 12,5 км², з яких на 8,9% дозволяється будівництво (житлове та будівництво доріг), 47,4% використовуються в сільськогосподарських цілях, 43,2% зайнято лісами, 0,4% не є продуктивними (річки, льодовики або гори).

## Демографія
2019 року в громаді мешкало 1381 особа (+2,1% порівняно з 2010 роком), іноземців було 13,9%. Густота населення становила 111 осіб/км².
За віковим діапазоном населення розподілялося таким чином: 21,9% — особи молодші 20 років, 57,7% — особи у віці 20—64 років, 20,4% — особи у віці 65 років та старші. Було 544 помешкань (у середньому 2,5 особи в помешканні).
Із загальної кількості 634 працюючих 54 було зайнятих в первинному секторі, 261 — в обробній промисловості, 319 — в галузі послуг.